# Yingjing

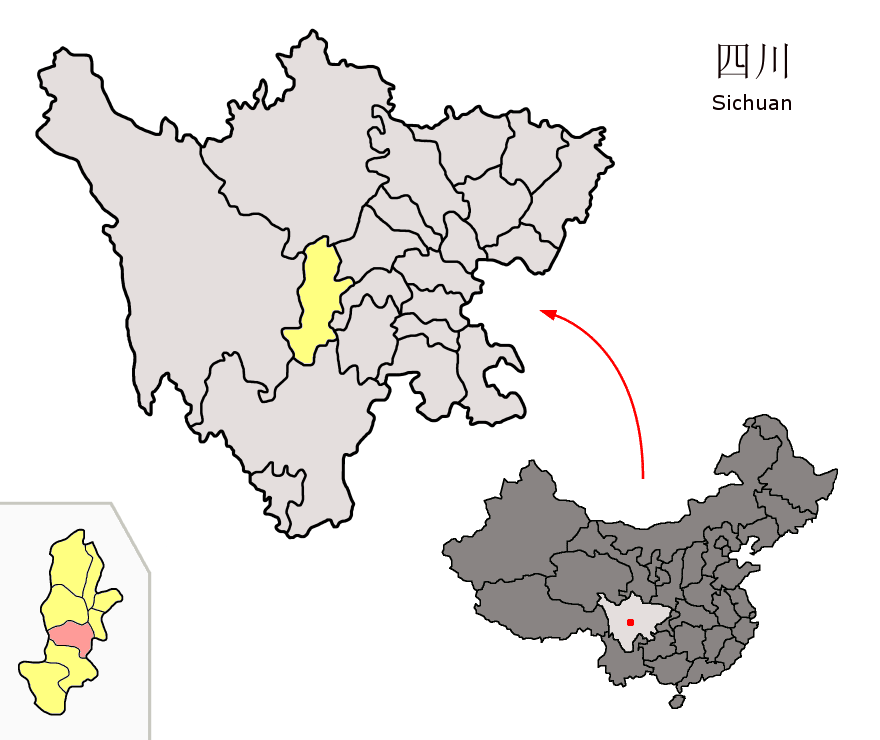
Lage des Kreises Yingjing (rosa) innerhalb von Sichuan.

Yingjing (荥经县,  Yíngjīng Xiàn) ist ein Kreis der bezirksfreien Stadt Ya’an im zentralen Westen der südwestchinesischen Provinz Sichuan. Er hat eine Fläche von 1.616 km² und zählt 131.491 Einwohner (Stand: Zensus 2020). Sein Hauptort ist die Großgemeinde Yandao (严道镇).
Die Yandao-Stätte (Yandao chengzhi 严道城址) aus der Zeit der Han-Dynastie und die Haupthalle des Kaishan-Tempels (Kaishan si zhengdian 开善寺正殿) stehen seit 2006 auf der Liste der Denkmäler der Volksrepublik China.